# Rallye Kanada
Die Rallye Kanada wurde insgesamt viermal ausgetragen. Im Jahre 1974 als Rally Rideau Lakes und 1977, 1978 und 1979 als Critérium du Québec.

## Rally Rideau Lakes
Die Rally Rideau Lakes war eine Rallye bei Smiths Falls, im Staat Ontario in Kanada. Die Rallye war ursprünglich eine nationale Veranstaltung (Silver Lake Rally) und wurde von einem Rallye-Club in den 1960er Jahren ausgerichtet. Die Rally Rideau Lakes wurde erstmals im Jahr 1973 unter diesem Namen gefahren und wurde im Jahr 1974 als Rallye-Weltmeisterschaftslauf ausgetragen. Die Veranstaltung war ein Erfolg, trotzdem konnten keine Sponsoren gefunden werden. So blieb es vorerst bei diesem einen Rallye-Weltmeisterschaftslauf in Kanada. Die Rallye-Weltmeisterschaft kehrte erst 1977 zurück. Die Rallye bestand aus 40 Wertungsprüfungen auf Schotterstraßen. Von den 51 gestarteten Fahrer sahen 19 das Ziel. Sandro Munari gewann mit dem Lancia Stratos HF, vor Simo Lampinen in einem Lancia Beta Coupé. Der Kanadier Walter Boyce belegte den dritten Rang in einem Toyota Celica.

### Gesamtsieger
| Jahr   | Rallye                            | Fahrer        | Co-Pilot       | Auto              |
| ------ | --------------------------------- | ------------- | -------------- | ----------------- |
| 1973 1 | 1. Rally of the Rideau Lakes 1973 | Walter Boyce  |                | Toyota Corolla    |
| 1974   | 2. Rally of the Rideau Lakes 1974 | Sandro Munari | Mario Mannucci | Lancia Stratos HF |

1 kein WM-Status

## Critérium du Québec
Das Critérium du Québec wurde seit 1973 ausgetragen und war Teil der Rallye-Weltmeisterschaft 1977 bis 1979. Das Critérium du Québec 1977 war erst der zweite Rallye-WM-Lauf in Kanada. Die Veranstaltung fand in der Nähe von Montreal, in der Provinz Québec statt und führte über Schotterstraßen. Das Team von Fiat fuhr Doppelsiege heraus mit dem 131 Abarth. Sowohl 1977 als auch 1978, zuerst mit Timo Salonen und Simo Lampinen und ein Jahr später mit Walter Röhrl und Markku Alén. Die Veranstaltung 1979 gewann Björn Waldegård in einem Ford Escort RS1800. Dies war der letzte Auftritt der Rallye-Weltmeisterschaft in Kanada.

### Gesamtsieger
| Jahr   | Rallye                 | Fahrer            | Co-Pilot                  | Auto                |
| ------ | ---------------------- | ----------------- | ------------------------- | ------------------- |
| 1973 1 | 1. Critérium du Québec | Walter Boyce      |                           |                     |
| 1974 1 | 2. Critérium du Québec | Jean-Paul Pérusse | John Bellefleur           | Fiat 124 Abarth     |
| 1975 1 | 3. Critérium du Québec | John Buffum       | Victoria Dykema-Gauntlett | Porsche 911 Carrera |
| 1976 1 | 4. Critérium du Québec | Taisto Heinonen   | Tom Burgess               | Renault 17 Gordini  |
| 1977   | 5. Critérium du Québec | Timo Salonen      | Jaakko Markkula           | Fiat 131 Abarth     |
| 1978   | 6. Critérium du Québec | Walter Röhrl      | Christian Geistdörfer     | Fiat 131 Abarth     |
| 1979   | 7. Critérium du Québec | Björn Waldegård   | Hans Thorszelius          | Ford Escort RS 1800 |

1 kein WM-Status